# Meet Danny Wilson
Meet Danny Wilson é um filme de drama musical estadunidense dirigido por Joseph Pevney e estrelado por Frank Sinatra, Shelley Winters e Alex Nicol. Foi lançado em 7 de janeiro de 1952 pela Universal Pictures.

## Enredo
Danny Wilson e seu amigo Mike ganham a vida cantando à noite. Um dia, eles conhecem Joey Carroll, que consegue um emprego para eles na boate chique do gângster Nick Driscoll. Mas Nick pediu um preço alto: metade dos ganhos futuros de Danny. A carreira de Danny está crescendo, mas seu alto status e seu relacionamento unilateral com Joey são extremamente instáveis.

## Elenco
- Frank Sinatra ...Danny Wilson
- Shelley Winters ...Joy Carroll
- Alex Nicol ...Mike Ryan
- Raymond Burr ...Nick Driscoll / Joe Martell
- Vaughn Taylor ...T.W. Hatcher
- Tommy Farrell ...Tommy Wells
- Donald MacBride ...sargento da polícia
- Barbara Knudson ...Marie
- Carl Sklover ...motorista de táxi